# Deutsche Sagen
Deutsche Sagen (in italiano "Saghe germaniche") è una pubblicazione dei fratelli Grimm, pubblicata in due volumi nel 1816 e nel 1818. La raccolta comprende 579 brevi riassunti di racconti e leggende popolari tedesche (dove "tedesco" non si riferisce solo all'Europa germanofona generale, ma include anche la storia germanica antica).

## Il libro
Deutsche Sagen seguì la pubblicazione del 1812 di Kinder- und Hausmärchen (conosciuta in italiano come Fiabe del focolare). Non ha mai guadagnato l'ampio fascino popolare e l'influenza di quest'ultimo, sebbene abbia influenzato lo studio accademico della narrativa popolare.
Il primo volume contiene 362 racconti brevi, forniti in breve sintesi con una fonte. La fonte è in alcuni casi "orale", con indicata la regione in cui è stato raccolto (come nel n. 1, Die drei Bergleute im Kuttenberg, "i tre minatori di Kuttenberg", marcato come Mündlich in Hessen (in italiano "orale dall'Assia")), in altri casi con riferimento alla precedente pubblicazione del racconto (come nel n. 362, Die drei Alten "I tre vecchi", attribuito a "Schmidt di Lubecca", im Freimüthigen 1809. Nr. 1.) I racconti del primo volume tendono a fondere le preoccupazioni comuni dei poveri e delle classi lavoratrici con il realismo magico, compreso il raggiungimento della ricchezza e dello status, e include riferimenti a Frau Holle, alla caccia selvaggia, ad apparizioni spettrali e magia, al diavolo, a nani, giganti, coboldi, nix, ecc. Meno di una dozzina di racconti popolari contengono la parola tedesca per "strega" o "stregoneria" (hexen), ma ci sono molte menzioni del diavolo ed un racconto (n.120) menziona anche una donna anziana che era un mago o una strega (ein altes Weib, das eine Guerra Zauberin).
Il secondo volume (voci numerate 363–579) si concentra su leggende storiche, tra cui numerose traduzioni da fonti latine di pertinenza dell'antichità germanica, a cominciare da Tacito (n. 363. Der heilige Salzfluß, "il sacro fiume salato", Annales XIII, 57), che abbraccia sia la leggenda medievale (ad esempio n. 576, Hungersnoth im Grabfeld "carestia a Grabfeld", Annales Fuldenses nell'anno 850) e documenti folcloristici della prima età moderna (ad esempio n. 579, Die Gräfin von Orlamünde "la contessa di Orlamünde", attribuito a Wolfgang Lazius de migratione gentium libri VII nell'edizione di Waldenfels, antiquitatis selectae libri XII 1677, 4.465-474), sfumando i confini tra tradizione popolare orale e tradizione letteraria.
I numeri 505–514 di gruppo di un certo numero di leggende svizzere, tra cui Radbot d'Asburgo (505), Rodolfo di Strättlingen (506), Idda di Toggenburg (507), Auswanderung der Schweizer (508), Der Bund im Rütli (511) e Guglielmo Tell (512).
Alcune storie registrano le credenze antisemite medievali dei popoli germanofoni. Ad esempio, La pietra degli ebrei, La ragazza uccisa dagli ebrei e Pfefferkorn l'ebreo a Halle, tra gli altri.
La collezione originale è disponibile gratuitamente online ed è stata tradotta anche in inglese da Donald Ward (1979). Non esiste alcuna edizione tradotta in italiano.